# Mortes em junho de 2017
Mortes em 2017: ← Janeiro – Fevereiro – Março – Abril – Maio – Junho – Julho – Agosto – Setembro – Outubro – Novembro – Dezembro →
Esta é uma relação de pessoas notáveis que morreram durante o mês de junho de 2017, listando nome, nacionalidade, ocupação e ano de nascimento.

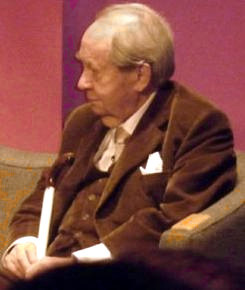
Peter Sallis, ator, comediante e dublador britânico

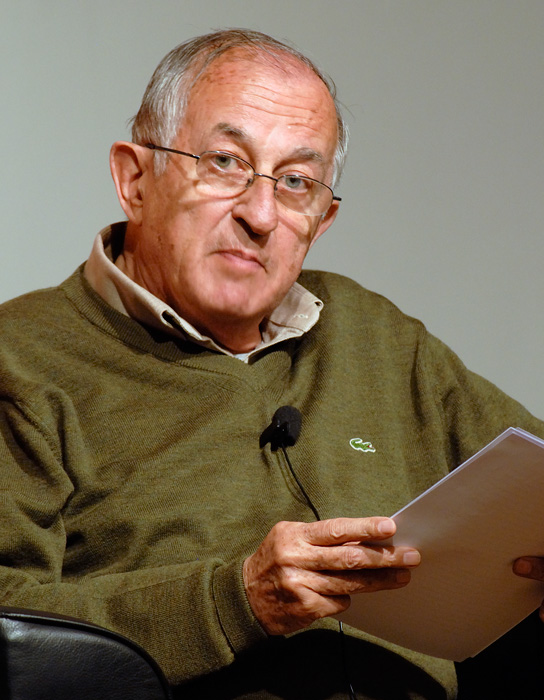
Juan Goytisolo, escritor espanhol

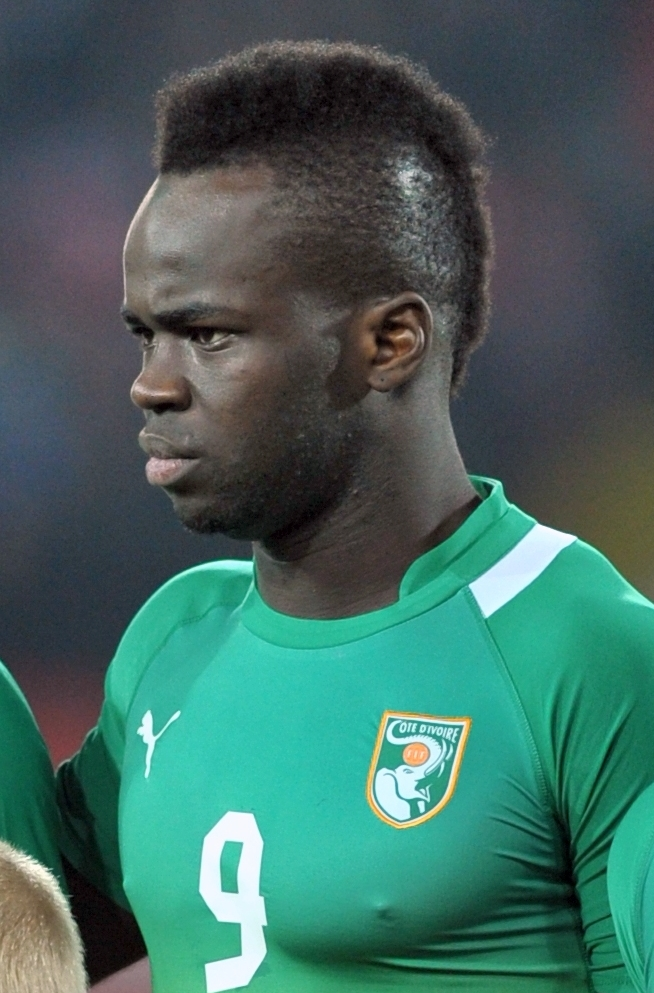
Cheick Tioté, futebolista marfinense

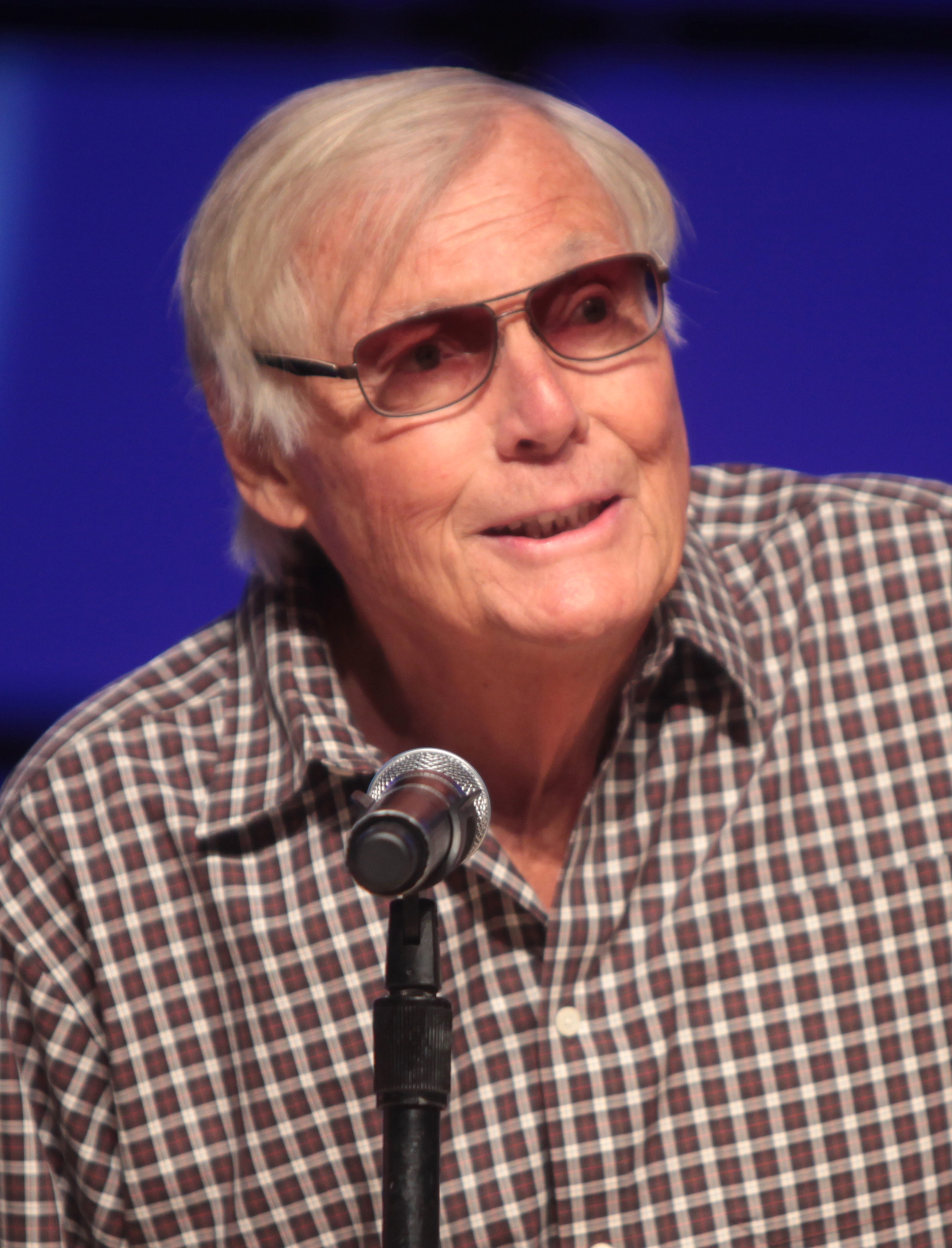
Adam West, ator e dublador estadunidense

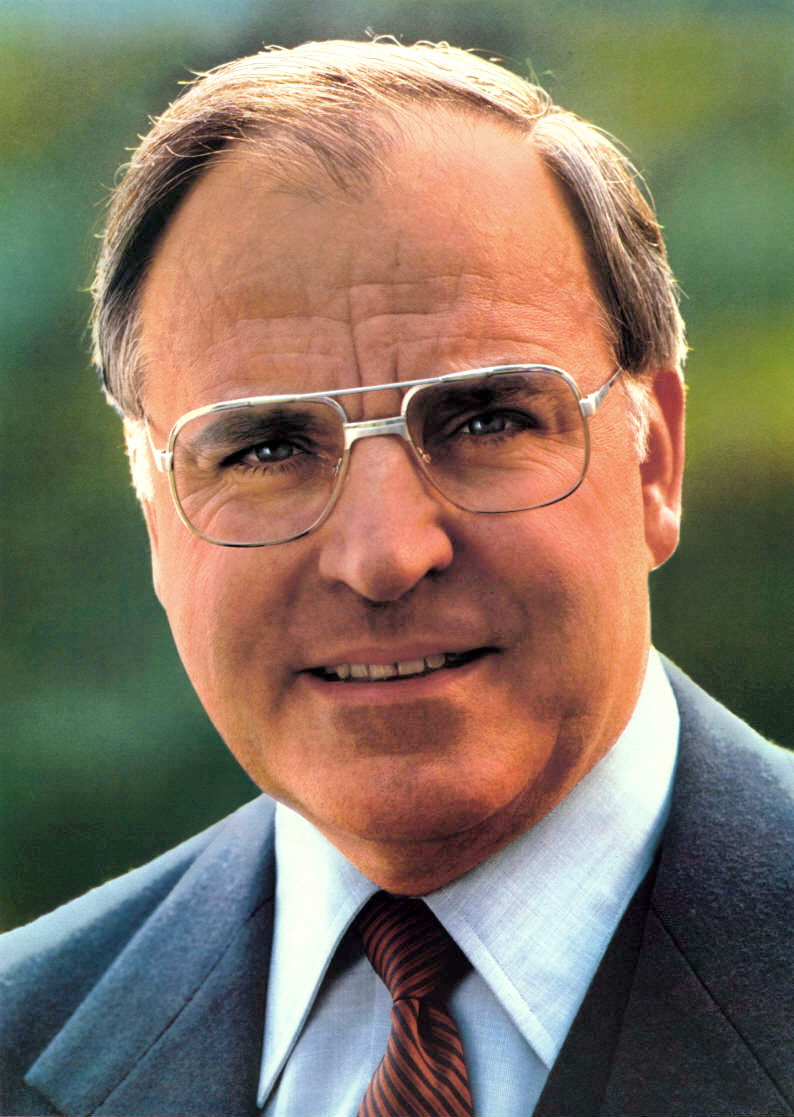
Helmut Kohl, político alemão

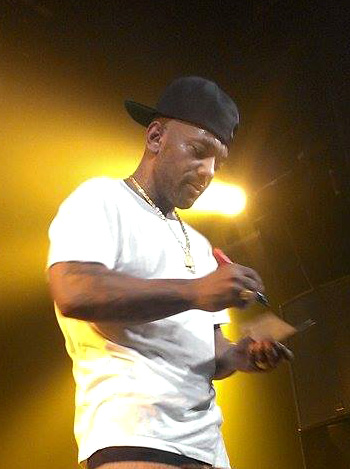
Prodigy, rapper estadunidense

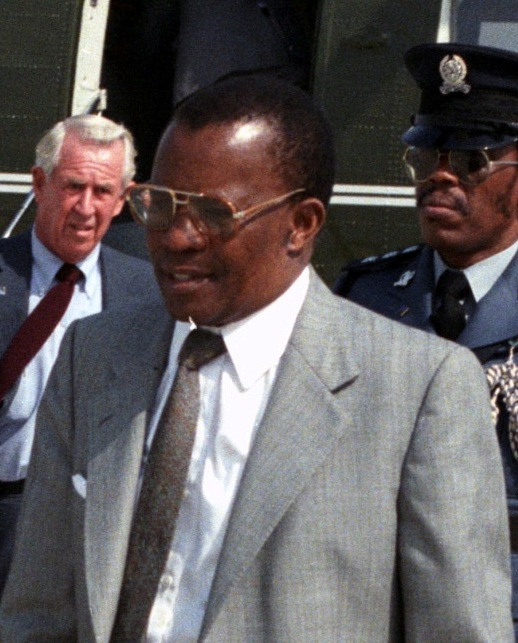
Quett Masire, ex-presidente do Botswana

| Dia | Nome                       | Profissão ou motivo de reconhecimento       | Nacionalidade            | Ano de nasc. | Ref           |
| --- | -------------------------- | ------------------------------------------- | ------------------------ | ------------ | ------------- |
| 1   | Armando da Silva Carvalho  | Poeta e tradutor                            | Portugal                 | 1938         | [ 1 ]         |
| 1   | Sereno Chaise              | Advogado e político                         | Brasil                   | 1928         | [ 2 ]         |
| 1   | Tankred Dorst              | Dramaturgo                                  | Alemanha                 | 1925         | [ 3 ]         |
| 2   | Jeffrey Tate               | Maestro                                     | Reino Unido              | 1943         | [ 4 ]         |
| 2   | Peter Sallis               | Ator, comediante e dublador                 | Reino Unido              | 1921         | [ 5 ]         |
| 3   | Niels Helveg Petersen      | Político                                    | Dinamarca                | 1939         | [ 6 ]         |
| 4   | Juan Goytisolo             | Escritor                                    | Espanha                  | 1931         | [ 7 ]         |
| 5   | Barros de Alencar          | Cantor, jornalista, produtor e apresentador | Brasil                   | 1932         | [ 8 ]         |
| 5   | Zé da Estrada              | Cantor                                      | Brasil                   | 1929         | [ 9 ]         |
| 5   | Cheick Tioté               | Futebolista                                 | Costa do Marfim          | 1986         | [ 10 ]        |
| 5   | Marco Coll                 | Futebolista                                 | Colômbia                 | 1935         | [ 11 ]        |
| 5   | James Vance                | Autor de histórias em quadrinhos            | Estados Unidos           | 1953         | [ 12 ]        |
| 6   | Walter Noll                | Matemático                                  | Alemanha/ Estados Unidos | 1925         | [ 13 ]        |
| 6   | Sandra Reemer              | Cantora e apresentadora                     | Países Baixos            | 1950         | [ 14 ]        |
| 6   | Adnan Khashoggi            | Empresário e negociador de armas            | Arábia Saudita           | 1935         | [ 15 ]        |
| 7   | Jan Høiland                | Cantor                                      | Noruega                  | 1939         | [ 16 ]        |
| 8   | Miguel d'Escoto            | Padre e diplomata                           | Nicarágua                | 1933         | [ 17 ]        |
| 8   | Glenne Headly              | Atriz                                       | Estados Unidos           | 1955         | [ 18 ]        |
| 9   | Marina Maggessi            | Policial e política                         | Brasil                   | 1959         | [ 19 ]        |
| 9   | Adam West                  | Ator e dublador                             | Estados Unidos           | 1928         | [ 20 ]        |
| 9   | João Elias                 | Escritor e humorista                        | Brasil                   | 1945         | [ 21 ]        |
| 10  | Jerry Nelson               | Astrônomo                                   | Estados Unidos           | 1944         | [ 22 ]        |
| 11  | David Fromkin              | Escritor, jurista e historiador             | Estados Unidos           | 1932         | [ 23 ]        |
| 12  | Charles Thacker            | Cientista da computação                     | Estados Unidos           | 1943         | [ 24 ]        |
| 13  | A.R. Gurney                | Dramaturgo                                  | Estados Unidos           | 1930         | [ 25 ]        |
| 13  | Patricia Knatchbull        | Membro da nobreza britânica                 | Reino Unido              | 1924         | [ 26 ]        |
| 13  | Anita Pallenberg           | Atriz                                       | Itália                   | 1942         | [ 27 ]        |
| 13  | Alípio de Freitas          | Jornalista                                  | Portugal                 | 1929         | [ 28 ]        |
| 13  | José Odon Maia Alencar     | Político e advogado                         | Brasil                   | 1928         | [ 29 ]        |
| 14  | Jorge Bastos Moreno        | Jornalista                                  | Brasil                   | 1954         | [ 30 ]        |
| 14  | Rob Gonsalves              | Pintor e ilustrador                         | Canadá                   | 1959         | [ 31 ]        |
| 14  | Hein Verbruggen            | Administrador esportivo                     | Países Baixos            | 1941         | [ 32 ]        |
| 14  | Ernestina Herrera de Noble | Empresária                                  | Argentina                | 1925         | [ 33 ]        |
| 15  | Paulo Bellini              | Empresário                                  | Brasil                   | 1927         | [ 34 ]        |
| 15  | Wilma de Faria             | Política                                    | Brasil                   | 1945         | [ 35 ]        |
| 15  | José Athayde               | Equitador e toureiro                        | Portugal                 | 1934         | [ 36 ]        |
| 16  | Jim French                 | Fotógrafo                                   | Estados Unidos           | 1932         | [ 37 ]        |
| 16  | Helmut Kohl                | Político                                    | Alemanha                 | 1930         | [ 38 ]        |
| 16  | Eliza Clívia               | Cantora                                     | Brasil                   | 1979         | [ 39 ]        |
| 16  | John G. Avildsen           | Cineasta                                    | Estados Unidos           | 1935         | [ 40 ] [ 41 ] |
| 16  | Stephen Furst              | Ator                                        | Estados Unidos           | 1955         | [ 42 ]        |
| 17  | Iván Fandiño               | Toureiro                                    | Espanha                  | 1980         | [ 43 ]        |
| 17  | Józef Grudzień             | Pugilista                                   | Polónia                  | 1939         | [ 44 ]        |
| 17  | Baldwin Lonsdale           | Político                                    | Vanuatu                  | 1950         | [ 45 ]        |
| 17  | Larry Grantham             | Jogador de futebol americano                | Estados Unidos           | 1938         | [ 46 ]        |
| 18  | Carlos Macedo              | Político e médico                           | Portugal                 | 1937         | [ 47 ]        |
| 18  | Tony Liscio                | Jogador de futebol americano                | Estados Unidos           | 1940         | [ 48 ]        |
| 18  | Antonio Medellín           | Ator                                        | México                   | 1942         | [ 49 ]        |
| 19  | Ivan Dias                  | Arcebispo                                   | Índia                    | 1936         | [ 50 ]        |
| 19  | Tony DiCicco               | Futebolista e treinador                     | Estados Unidos           | 1948         | [ 51 ]        |
| 19  | Otto Warmbier              | Estudante                                   | Estados Unidos           | 1994         | [ 52 ]        |
| 19  | Zoltan Sarosy              | Enxadrista                                  | Hungria/ Canadá          | 1906         | [ 53 ]        |
| 20  | Virginia Moyano            | Supercentenária                             | Argentina                | 1904         | [ 54 ]        |
| 20  | Prodigy                    | Rapper                                      | Estados Unidos           | 1974         | [ 55 ]        |
| 21  | Jean-Pierre Kahane         | Matemático                                  | França                   | 1926         | [ 56 ]        |
| 22  | Miguel Beleza              | Economista                                  | Portugal                 | 1950         | [ 57 ]        |
| 22  | Mao Kobayashi              | Apresentadora e atriz                       | Japão                    | 1982         | [ 58 ]        |
| 22  | Quett Masire               | Político                                    | Botswana                 | 1925         | [ 59 ]        |
| 23  | Margaux Fragoso            | Escritora                                   | Estados Unidos           | 1979         | [ 60 ]        |
| 23  | Jerzy Milewski             | Músico                                      | Polónia/ Brasil          | 1946         | [ 61 ]        |
| 23  | Nestor de Sousa            | Historiador e encenador                     | Portugal                 | 1931         | [ 62 ]        |
| 25  | Félix Mourinho             | Futebolista e treinador                     | Portugal                 | 1938         | [ 63 ]        |
| 26  | Afrânio Pessoa             | Pintor                                      | Brasil                   | 1930         | [ 64 ]        |
| 27  | Peter L. Berger            | Sociólogo                                   | Áustria/ Estados Unidos  | 1929         | [ 65 ]        |
| 27  | Jacinta Coleman            | Ciclista                                    | Nova Zelândia            | 1974         | [ 66 ]        |
| 27  | Michael Nyqvist            | Ator                                        | Suécia                   | 1960         | [ 67 ]        |
| 27  | Valentín Pimstein          | Produtor de televisão                       | Chile                    | 1925         | [ 68 ]        |
| 27  | Suh Yun-bok                | Maratonista                                 | Coreia do Sul            | 1923         | [ 69 ]        |
| 27  | João Oneres Marchiori      | Bispo                                       | Brasil                   | 1933         | [ 70 ]        |
| 29  | Paulo Nogueira             | Jornalista                                  | Brasil                   | 1956         | [ 71 ]        |
| 30  | Darrall Imhoff             | Basquetebolista                             | Estados Unidos           | 1938         | [ 72 ]        |
| 30  | László Kovács              | Futebolista                                 | Hungria                  | 1951         | [ 73 ]        |
| 30  | Max Runager                | Jogador de futebol americano                | Estados Unidos           | 1956         | [ 74 ]        |
| 30  | Simone Veil                | Política                                    | França                   | 1927         | [ 75 ]        |
| 30  | Ramiro Alejandro Celis     | Toureiro                                    | México                   | 1992         | [ 76 ]        |